# Abdoulaye Diallo (réalisateur)
Pour les articles homonymes, voir Abdoulaye Diallo et Diallo.
Abdoulaye Diallo est un réalisateur, producteur et directeur de festival burkinabè. Il est coordonnateur du festival Ciné Droit Libre et a coordonné aussi le festival Jazz à Ouaga. Il est aussi connu sous le pseudo Ménès. 

## Biographie
Abdoulaye Diallo est né en 1971 en Côte d’Ivoire. Il fait des études d’histoire de l’art à l’Université de Ouagadougou. Très tôt, il s’engage dans le monde associatif et devient le secrétaire général de l’association « Génération Cheikh Anta Diop ». C’est durant son parcours de militant qu’il fait la rencontre du journaliste Norbert Zongo. Cette rencontre développe son intérêt pour le journalisme. 
A l’occasion de la journée mondiale de la liberté de la presse le 3 mai 1998, il a été inauguré à Ouagadougou, le Centre National de Presse (CNP) qui est devenu aujourd’hui Centre National de Presse Norbert Zongo en hommage à ce dernier assassiné le 13 décembre 1998. Abdoulaye Diallo est depuis la création de ce centre le gestionnaire. 
Après l’assassinat de Norbert Zongo, il réalise avec Youlouka Luc Damiba, Gidéon Vink le film « Borry Bana, le destin fatal de Norbert Zongo » sur la mort de ce dernier. Ce film a été refusé sur certains festival comme le FESPACO en 2001. Ce rejet les pousse lui et ses collaborateurs à créer en 2003, l’association Semfilms qui milite pour la promotion des Droits Humains. Avec cette association, ils initient donc le Festival Ciné Droit Libre qui accueillera des films de cinéastes engagés pour les droits humains et dont est le coordonnateur. 
Avec Youlouka Luc Damiba, Gidéon Vink , ils se rendent en 2005 en Côte d’Ivoire et réalise le film « Télé Guerre », un film parlant de la rébellion dans ce pays. Il fait également partie des fondateurs du Mouvement Balai Citoyen crée en 2013 et qui a joué un rôle important dans la chute de l’ancien président Blaise Compaoré en 2014. En 2020, il se présente aux élections législatives sous l’égide du Mouvement SENS fondé en 2020. 
Par ailleurs, Abdoulaye Diallo a été président de l’association Jazz à Ouaga et coordonnateur du Festival Jazz à Ouaga. Il est également le coordonnateur du Festival de films alimentaire créé en mars 2021. Le 19 novembre à la veille de la 32è édition de Festival Jazz à Ouaga, Abdoulaye Diallo démissionne de son poste de Président de l’association Jazz à Ouaga et l’édition du festival fut annulée le lendemain. Le 18 août 2025, il est aussi relevé de ses fonctions de coordonnateur du festival Ciné Droit Libre.  

## Filmographie
- 2003 : Borry Bana, le destin fatal de Norbert Zongo
- 2006 : Télé Guerre
- 2007 : Sur les traces du Bembeya Jazz
- 2010 : Jusqu’au bout (producteur)
- 2015 : Une révolution africaine (producteur)
- 2016 : Espoir démocratie
- 2016 : Transhumance (producteur)
- 2016 : Revolution Won’t be Televised (producteur)
- 2018 : Dawa, l’appel à Dieu
- 2019 : On a le temps pour nous de Katy Léna Ndiaye (producteur)[9].

## Distinctions
- 2023 : Chevalier de l'Ordre de l'Étalon